# Panzeria ampelus
Panzeria ampelus är en tvåvingeart som först beskrevs av Walker 1849.  Panzeria ampelus ingår i släktet Panzeria och familjen parasitflugor. Inga underarter finns listade i Catalogue of Life.